# Ne tak zcela To
Ne tak zcela To (v anglickém originále Not It; přímo v dílu uvedeno jako Treehouse of Horror Presents: Not It, v českém znění Speciální čarodějnický díl: Ne tak zcela To) je 5. díl 34. řady (celkem 733.) amerického animovaného seriálu Simpsonovi. Scénář napsal Cesar Mazariegos a díl režíroval Steven Dean Moore. V USA měl premiéru dne 23. října 2022 na stanici Fox Broadcasting Company, v Česku byl poprvé vydán 14. prosince 2022 na platformě Disney+ s českými titulky a poprvé vysílán v českém znění dne 27. června 2023 na stanici Prima Cool.

## Přijetí

### Sledovanost
Ve Spojených státech díl během premiéry sledovalo 3,63 milionu diváků.

### Kritika
Kritik Tony Sokol z webu Den of Geek dal dílu čtyři hvězdičky z pěti a napsal: „Simpsonovské Speciální čarodějnické díly jsou vždycky vrcholem řady a další přidaná klauniáda je vítaným zpestřením. Epizoda Ne tak zcela To je docela děsivá a každý záběr v sobě nese napětí i mrazení. Klaunský motiv poskytuje panorama způsobů, jak diváka přimět dusit se smíchy, a to ještě předtím, než se střeva školního rváče promění ve zvířátka z balónků.“
Matthew Swigonski z Bubbleblabberu ohodnotil díl 7,5 body z 10 a napsal: „Ne tak zcela To nebylo nijak zvlášť vtipné, ale jednalo se o silný a poutavý příběh, který povýšil dobře napsaný parodický scénář. Bylo také velmi zajímavé vidět alternativní životy známých postav, ale Homerův životní styl ‚panenského smolaře‘ byl tahounem dílu. Jednalo se o velmi solidní příspěvek do sbírky Speciálních čarodějnických dílů s celou epizodou věnovanou jednomu příběhu. Ne tak zcela To sice postrádalo neustálý proud smíchu, ale i tak by diváky mělo zaujmout.“